# Zelimchan Jandarbijew
Zelimchan Abdułmuslimowicz Jandarbijew (ros. Зелимхан Абдулмуслимович Яндарбиев; ur. 12 września 1952 w miejscowości Wydricha w Kazachskiej SRR, zm. 13 lutego 2004 w Dosze w Katarze) – czeczeński poeta i polityk, prezydent Czeczeńskiej Republiki Iczkerii w latach 1996–1997.

## Życiorys
Był współpracownikiem gen. Dżochara Dudajewa i od 1991 wiceprezydentem Czeczeńskiej Republiki Iczkerii; po śmierci Dudajewa w kwietniu 1996 objął funkcję prezydenta Czeczenii. Był szefem delegacji na rozmowy pokojowe z Rosją. 27 stycznia 1997 przegrał wybory prezydenckie ze swoim wiceprezydentem Asłanem Maschadowem i przeszedł do opozycji.
Po wznowieniu wojny z Rosją wyjechał za granicę, początkowo do Pakistanu, następnie Zjednoczonych Emiratów Arabskich i ostatecznie w 2003 do Kataru, gdzie był oficjalnym gościem emira jako uchodźca bez prawa do prowadzenia działalności politycznej.
Uchodził za organizatora współpracy terroryzmu czeczeńskiego ze światem islamskim, podejrzewano go o kontakty z Al-Ka’dą i talibami, a także oskarżano o współorganizowanie zamachu na teatr w Moskwie w październiku 2002. Od 2001 był poszukiwany przez Interpol, a w 2003 został wpisany na listę światowych terrorystów przez ONZ.
Zginął w zamachu bombowym przygotowanym i przeprowadzonym przez dwóch agentów rosyjskiego GRU, Anatolija Biełaszkowa (znanego też jako Jabłoczkow) i Wasilija Bogaczowa, z pomocą ambasady rosyjskiej w Dosze. Biełaszkow i Bogaczow zostali zatrzymani tuż po zamachu przez katarską policję i skazani na dożywocie. Po pół roku wrócili jednak do Rosji na podstawie umowy o ekstradycji celem dalszego odbywania kary. Zostali tam powitani z pełnym ceremoniałem wojskowym, jak bohaterzy wojenni. Ich dalszy los jest nieznany.